# Joe 90
Joe 90 è una serie televisiva britannica in 30 episodi trasmessi per la prima volta nel corso di una sola stagione dal 1968 al 1969.
La serie è prodotta tramite l'utilizzo delle Supermarionation, le speciali marionette create dal produttore televisivo britannico Gerry Anderson e fa parte di un gruppo di altre serie televisive prodotte in maniera simile e trasmesse per tutti gli anni 60. 

## Trama
La trama segue le gesta di un bambino di nove anni, Joe McClaine, che comincia una doppia vita da scolaretto e al contempo da spia quando suo padre, uno scienziato, inventa un macchinario in grado di duplicare e di trasferire conoscenze specifiche ed esperienze da un cervello umano a un altro.

## Voci nella versione originale
- Joe McClaine (30 episodi, 1968-1969), doppiato da	Len Jones.
- professor Ian McClaine (30 episodi, 1968-1969), doppiato da	Rupert Davies.
- Sam Loover (30 episodi, 1968-1969), doppiato da	Keith Alexander.
- Shane Weston (30 episodi, 1968-1969), doppiato da	David Healy.
- guardia (23 episodi, 1968-1969), doppiato da	Gary Files.
- il russo (16 episodi, 1968-1969), doppiato da	Jeremy Wilkin.
- la Steward (9 episodi, 1968-1969), doppiato da	Sylvia Anderson.
- Impiegato (5 episodi, 1968-1969), doppiato da	Shane Rimmer.
- Banning (4 episodi, 1968), doppiato da	Martin King.

## Produzione
La serie, ideata da Gerry Anderson e Sylvia Anderson, fu prodotta da Century 21 Television e Incorporated Television Company Le musiche furono composte da Barry Gray.

### Registi
Tra i registi della serie sono accreditati:
- Leo Eaton (8 episodi, 1968-1969)
- Peter Anderson (7 episodi, 1968-1969)
- Alan Perry (7 episodi, 1968-1969)
- Ken Turner (6 episodi, 1968-1969)

## Distribuzione
La serie fu trasmessa in Gran Bretagna dal 1968 al 1969 sulla rete televisiva Associated Television. In Italia è stata trasmessa su RaiUno con il titolo Joe 90.

## Episodi
| Stagione       | Episodi | Prima TV UK |
| -------------- | ------- | ----------- |
| Prima stagione | 30      | 1968-1969   |